# Psidium rostratum
Espèce
Classification phylogénétique
Statut de conservation UICN

 VU (need updating) D2 : Vulnérable
Psidium rostratum est une espèce de plantes à fleurs de la famille des Myrtaceae endémique du Pérou.